# Killdeer
Killdeer és una població dels Estats Units a l'estat de Dakota del Nord. Segons el cens del 2000 tenia 713 habitants.

## Demografia
Segons el cens del 2000, Killdeer tenia 713 habitants, 297 habitatges, i 182 famílies. La densitat de població era de 289,8 hab./km².
Dels 297 habitatges en un 28,3% hi vivien nens de menys de 18 anys, en un 50,8% hi vivien parelles casades, en un 8,1% dones solteres, i en un 38,4% no eren unitats familiars. En el 36,4% dels habitatges hi vivien persones soles el 22,6% de les quals corresponia a persones de 65 anys o més que vivien soles. El nombre mitjà de persones vivint en cada habitatge era de 2,22 i el nombre mitjà de persones que vivien en cada família era de 2,91.
Per edats la població es repartia de la següent manera: un 24,1% tenia menys de 18 anys, un 5,2% entre 18 i 24, un 23% entre 25 i 44, un 22% de 45 a 60 i un 25,7% 65 anys o més.
L'edat mediana era de 43 anys. Per cada 100 dones de 18 o més anys hi havia 78,5 homes.
La renda mediana per habitatge era de 32.750 $ i la renda mediana per família de 40.341 $. Els homes tenien una renda mediana de 34.583 $ mentre que les dones 20.208 $. La renda per capita de la població era de 17.173 $. Entorn del 10% de les famílies i el 12,8% de la població estaven per davall del llindar de pobresa.

## Poblacions més properes
El següent diagrama mostra les poblacions més properes.